# Bransford Spring Pumphouse
La Bransford Spring Pumphouse est une station de pompage du comté d'Edmonson, dans le Kentucky, aux États-Unis. Protégé au sein du parc national de Mammoth Cave, cet édifice a été construit par le Civilian Conservation Corps dans le style rustique du National Park Service en 1939. Il est inscrit au Registre national des lieux historiques depuis le 8 mai 1991.